# شیستن‌اشتاین

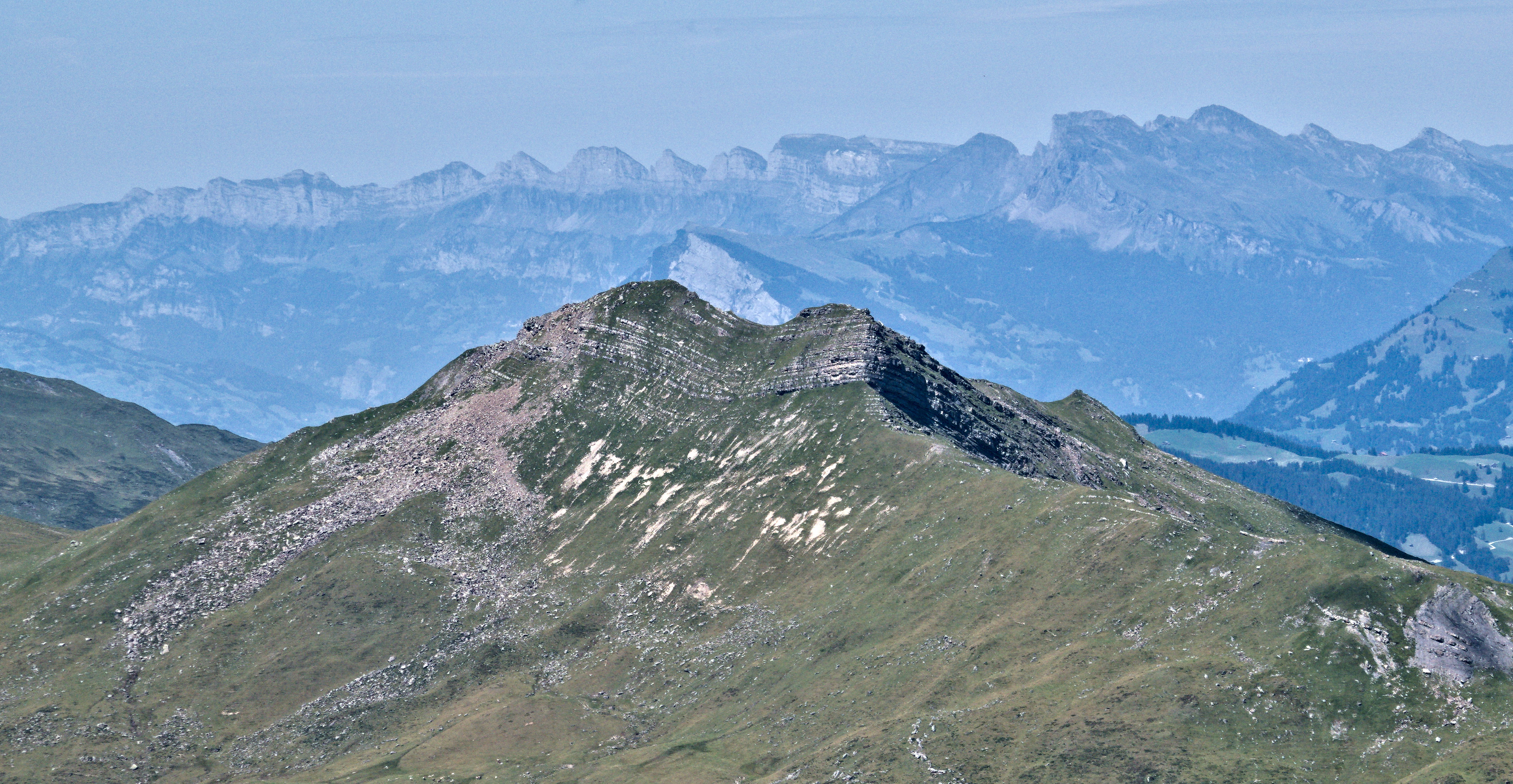
شیستن‌اشتاین یک کوه در سوئیس

شیستن‌اشتاین (به لاتین: Chistenstein) یک کوه در سوئیس است که در کانتون گراوبوندن واقع شده‌است. شیستن‌اشتاین ۲٬۴۷۳ متر بالاتر از سطح دریا واقع شده‌است.